# Riccia suntica
Riccia suntica là một loài rêu trong họ Ricciaceae. Loài này được Pettet mô tả khoa học đầu tiên năm 1967.